# Batalha do Passo de Kunlun
A Batalha do Passo de Kunlun (chinês tradicional: 崑崙關戰役, chinês simplificado: 昆仑关战役, pinyin: Kūnlúnguān Zhànyì) foi uma série de conflitos entre o Exército Imperial Japonês e o Exército Nacional Revolucionário Chinês que cercavam o Passo de Kunlun, uma posição estratégica-chave na província de Guangxi. As forças japonesas planejaram cortar as linhas de abastecimento chinesas que ligavam a Indochina Francesa, mas as forças chinesas conseguiram resistir aos ataques.

## A batalha
O Exército Imperial Japonês lançou uma grande ofensiva na província de Guangxi com a intenção de eliminar a rota de abastecimento chinesa através do Vietname controlado pelos franceses. A 5ª Divisão de elite japonesa recebeu a tarefa de liderar a ofensiva japonesa. Depois de ocupar Nanning em novembro de 1939, os japoneses capturaram o ponto-chave do Passo de Kunlun e estavam preparados para atacar as forças chinesas que protegiam Chongqing, a capital do tempo de guerra. A ligação com a Indochina era responsável por 85% dos suprimentos enviados à China na época.
Percebendo que a inação resultaria no isolamento, o General Bai Chongxi, ele próprio natural de Guangxi, pediu reforços ao governo nacionalista. Chiang Kai-shek, por sua vez, despachou o 5º Corpo da província de Hunã para lutar contra os japoneses.
O 5º Corpo era a unidade de elite do Exército Nacional Revolucionário, e também era a única unidade chinesa que possuía tanques e veículos blindados, a 200ª Divisão. Seus soldados eram veteranos experientes em combates anteriores contra as forças japonesas e, como resultado, o moral estava alto. O General Du Yuming, comandante do 5º Corpo, despachou duas divisões para atacar o Passo de Kunlun, controlada pelos japoneses. O ataque da Nova 22ª Divisão acabou cortando os reforços japoneses pela retaguarda e também resultou na morte do comandante japonês, o Major-General Masao Nakamura.
Os japoneses reagiram imediatamente enviando a unidade de elite da 5ª Divisão japonesa, a 21ª Brigada, que também participara da Guerra Russo-Japonesa, sendo apelidada de "espada inquebrável". Diante da séria possibilidade de ficar totalmente isolado, o exército japonês acabou contando com o poder aéreo para a entrega de suprimentos vitais. Segundo os chineses, o Major-General Nakamura, escreveu em seu diário que a capacidade de combate dos soldados chineses havia superado a dos russos que a Brigada encontrou na Manchúria.
Esta campanha foi a primeira grande vitória do exército chinês desde a Batalha de Wuhan. Com um custo de 14.000 baixas, o exército chinês infligiu um total de 10.000 baixas aos japoneses. Entre as baixas japonesas houve 5.000 fatalidades, incluindo mais de 85% de todos os oficiais, como o Major-General Nakamura, o Coronel Sakata Gen'ichi (comandante do 42º Regimento e comandante interino da 21ª Brigada), o Coronel Miki Kichinosuke (comandante do 21º Regimento), Coronel Ikuta Teng (vice-comandante do 21º Regimento), Kitsune Heisaku (comandante do 1º Batalhão), entre outros. Além disso, os chineses fizeram prisioneiros 102 soldados japoneses e capturaram 79 cavalos, 10 canhões de montanha, 12 canhões de campanha, 10 canhões antitanque, 102 metralhadoras leves, 80 metralhadoras pesadas e 2.000 fuzis. Em homenagem à batalha, os chineses ergueram um monumento com um pavilhão de pedra e colunas de mármore.

## Ordens de batalha

### Chineses
- 5º Corpo - Comandante Du Yuming
  - 200ª Divisão - Comandante Dai Anlan
  - 1ª Divisão de Honra - Comandante Zheng Dongguo
  - Nova 22ª Divisão - Comandante Qiu Qingquan

### Japonesas
- 21ª Brigada/5ª Divisão
  - 21º Regimento de Infantaria
  - 42º Regimento de Infantaria
- Regimento de Cavalaria/5ª Divisão
- 5º Regimento de Artilharia/5ª Divisão
- Dois Regimentos / Brigada Mista de Taiwan

### Mapas topográficos
- Pino Lai NF49-1
- NanningNF49-5
- «Coleção de mapas da biblioteca Perry – Castañeda»